# Лыжное двоеборье на зимних Олимпийских играх 1924
На зимних Олимпийских играх 1924 соревнования по лыжному двоеборью проходили только в личном первенстве. Они проводились в субботу, 2 февраля (беговые лыжи) и в понедельник, 4 февраля 1924 года (прыжки с трамплина). В соревнованиях приняло участие 30 спортсменов из 9 стран, все три призовых места достались норвежцам. Победитель в двоеборье Торлейф Хёуг также был победителем в лыжных гонках на дистанциях в 18 и 50 километров.

## Медалисты
| Вид     | Золото                | Серебро                    | Бронза                        |
| ------- | --------------------- | -------------------------- | ----------------------------- |
| Мужчины | Торлейф Хёуг Норвегия | Торальф Стрёмстад Норвегия | Йохан Грёттумсбротен Норвегия |